# If U Seek Amy
If U Seek Amy è il terzo singolo, registrato nel 2008, estratto dal sesto album in studio della cantante pop statunitense Britney Spears, Circus sempre del 2008. È stata scritta da Savan Kotecha, Alexander Kronlund, Shellback e Max Martin, prodotta proprio da quest'ultimo.
Martin aveva già scritto in passato per Britney hit come ...Baby One More Time e Oops!... I Did It Again. Il singolo viene dopo i singoli e i rispettivi video di Womanizer, che funge da apripista alle altre canzoni, e Circus.
La canzone è stata annunciata come terzo singolo dal sito ufficiale britney.com della cantante il 7 gennaio 2009. If You Seek Amy è diventato la colonna sonora dello spot coreano della nuova Hyundai Tucson.

## Descrizione
In realtà il terzo singolo doveva essere Out From Under ma Britney, come era già successo per In the Zone (dove scelse Toxic al posto di I've Got That (Boom Boom)) ha espresso esplicitamente il suo volere di avere come terzo singolo If U Seek Amy.
Questa canzone, ancora prima di uscire, ha già fatto parlare di sé; foneticamente, infatti, in lingua inglese, If U Seek Amy (Se tu cerchi Amy) suona allo stesso modo della compitazione di F.U.C.K. ME = If (F) you (U) see (C) k (K) Am (M) y (E)
Prima di essere annunciata come terzo singolo, è riuscita ad entrare in numerose classifiche in tutto il mondo, tra cui la Billboard Hot 100, arrivando alla posizione numero 86 e nella Billboard Canadian Hot 100 alla numero 88, entrambi grazie ai download digitali della canzone.

## Accoglienza
| Recensione  | Giudizio |
| ----------- | -------- |
| Digital Spy |          |
| About.com   |          |

Il tabloid inglese The Sun disse riguardo alla canzone "è un grande brano". A stomping robo pop number with clattering kettle drums and Brit being quite frank about the opinion she holds of herself", mentre Rolling Stone definisce la canzone "a saucy, swinging standout".. Digital Spy disse "If U Seek Amy is 50% glam, 50% rave. The title has nothing to do with a certain Miss Winehouse and makes more sense if you say it quickly... just don't do so in polite company.". AllMusic disse che la canzone è "a Katy Perry-styled exercise in crass commercial carnality that is at once the best and worst song here. Best because Max Martin once again works his undeniable pop magic, turning this into a trashy stomper that feels inevitable and eternal, working against any sense of taste or decorum, something that the lyrics work overtime to undercut as they insist that all the boys and all the girls still want to F, U...well, spell it and you'll get the picture, and if you don't, Britney's elocution will paint it for you. This sexy strut doesn't work because Britney's sexiness never was this explicit; she teased and hinted, at least in her music, and it feels wrong to have her be so nakedly vulgar here. Still, it was a necessary move, a way to stir up headlines and perhaps snatch the tabloid tiara from Katy's head." Entertainment Weekly la definisce "puerile" e che "it'll be a middle-school sensation." The Guardian disse "If U Seek Amy is a better pun than it is a song, but there's a relish about her delivery of the chorus - "all the boys and all the girls are begging to F-U-C-K me" - that's noticeably lacking elsewhere." USA Today disse "If U Seek Amy mocks onlookers' morbid fascination with the downward spiral of celebrities." The Independent da un giudizio negativo della canzone, scrivendo: "If You Seek Amy is crass: the entire song is simply an excuse for Spears to sing "All of the boys and all of the girls want to F-U-C-K me", about as cheap as sensationalist outrage gets.
In America, la canzone è stata censurata, ed è stata trasformata in If U See Amy, quindi la canzone è stata trasformata in Se tu vedi Amy, invece di Se tu cerchi Amy.

## Il video
Il video musicale di If U Seek Amy è stato girato le prime due settimane di febbraio 2009.
Le riprese sono state realizzate al Pacific Palisades in California (CA). Il regista è Jake Nava, il quale aveva già lavorato con la Spears per il video del singolo My Prerogative (2004). La data della pubblicazione del video come première mondiale è avvenuta giovedì 12 marzo 2009 alle ore 17:00 (ora italiana) sul sito ufficiale della Spears britney.com fino alle 16:00 di venerdì 13 marzo.  Il video, già disponibile su YouTube dal 14 marzo, si svolge in un ambiente casalingo e dura 3:45 min., con ragazzi e varie scene osé della cantante, ripresa in vari atteggiamenti spavaldi e repentini. È sempre circondata da un gruppo di ballerini che seguono una danza per quasi tutte le riprese, mentre la voce della Spears li ipnotizza coinvolgendoli in un'atmosfera magica e surreale. Inoltre, le scene sono dirette e veloci per decretare la vivacità della canzone e dell'artista stessa.
Il video è introdotto da una giornalista di American News che riporta il nome del brano in tono quasi stizzito. La telecamera percorre le stanze di un'abitazione in cui sembra essersi concluso un party a base di sesso e alcool; tra gli invitati che si rivestono o ancora dormono, Britney emerge dal basso pronunciando il testo della canzone ed, alzatasi dal letto su cui era seduta, s'avvia verso la finestra. Poi si volta e raccoglie da terra un paio di mutande leopardate (scena che ricorda il video di Piece of Me). Nel primo ritornello, la Spears è circondata da quattro ballerini, mentre nel secondo da quattro ballerine vestite da cheerleader mentre i ragazzi le guardano. Dopo una luce bianca, viene inquadrata Britney, vestita come una casalinga degli anni Cinquanta; quando inizia di nuovo il ritornello la Spears esce dalla sua stanza e scende le scale seguita dai suoi ballerini. Una di loro le porge una presina con la quale Britney prende una torta; poi esce da casa e raggiunge il marito e i due figli (da notare l'abito della figlia, ispirato a quello di Britney nel video di ...Baby One More Time). Poi si incamminano verso i paparazzi, ignari di ciò che succede dentro la casa, ai quali Britney manda un bacio: qui la scena si ferma, poi la telecamera mostra di nuovo la giornalista di "American News", che pronuncia un'ultima frase prima dell'oscuramento totale della telecamera.
Il 6 maggio 2020 il video raggiunge 100 milioni di visualizzazioni su YouTube.

## Tracce
US Promo CDR
1. "If U Seek Amy" (Radio Edit) — 3:37
2. "If U Seek Amy" (Main Version) — 3:36
3. "If U Seek Amy" (Instrumental) — 3:30
4. "If U Seek Amy" (Clean Acapella) — 3:36
5. "If U Seek Amy" (Dirty Acapella) — 3:37

UK/Australia CD
1. "If U Seek Amy" (Main Version) — 3:30
2. "Circus" (Joe Bermudez Radio Remix) — 3:43

US Promo CD
1. "If U See Amy" (US Radio Edit) — 3:20

Germania Premium Maxi CD
1. "If U Seek Amy" (Main Version) — 3:38
2. "If U Seek Amy" (Bimbo Jones Radio Remix) — 2:57
3. "If U Seek Amy" (Crookers Remix) — 4:29
4. "If U Seek Amy" (U-Tern Remix) — 6:10
5. "If U Seek Amy" (Music Video)

Digital EP - The Remixes
(Pubblicazione: 2 giugno, 2009)
1. "If U See Amy" (Crookers Remix) — 4:29
2. "If U Seek Amy" (Mike Rizzo Funk Generation Club Mix) — 7:52
3. "If U Seek Amy" (Weird Tapes Club Mix) — 5:15
4. "If U Seek Amy" (Junior Vasquez Big Room Mix) — 9:43
5. "If U Seek Amy" (U-Tern Remix) — 6:10
6. "If U Seek Amy" (Doug Grayson Club Mix) — 5:18

## Classifiche

### Classifiche internazionali
| Classifica (2009) | Posizione massima |
| ----------------- | ----------------- |
| Australia         | 11                |
| Austria           | 34                |
| Belgio (Fiandre)  | 16                |
| Belgio (Vallonia) | 8                 |
| Canada            | 13                |
| Danimarca         | 23                |
| Europa            | 44                |
| Francia           | 10                |
| Germania          | 36                |
| Irlanda           | 11                |
| Nuova Zelanda     | 17                |
| Paesi Bassi       | 63                |
| Svezia            | 13                |
| Svizzera          | 61                |
| Turchia           | 6                 |
| Ucraina           | 23                |
| Regno Unito       | 20                |
| Stati Uniti       | 19                |

### Classifiche di fine anno
| Classifica (2009) | Posizione |
| ----------------- | --------- |
| Australia         | 97        |
| Belgio (Vallonia) | 65        |
| Canada            | 65        |
| Regno Unito       | 172       |
| Stati Uniti       | 74        |

## Versioni e Remix Ufficiali
- Radio Edit — 3:37
- US Radio Edit — 3:20
- Instrumental — 3:30
- Dirty Acapella — 3:37
- Clean Acapella — 3:36
- Crookers Remix — 4:29
- U-Tern Remix — 6:10
- Weird Tapes Club Mix — 5:15
- Junior Vasquez Big Room Beats — 8:15
- Junior Vasquez Big Room Dub — 8:45
- Junior Vasquez Big Room Instrumental — 9:45
- Junior Vasquez Big Room Synthapella — 8:32
- Junior Vasquez Club Mix — 10:10
- Junior Vasquez Club Dub — 9:13
- Bimbo Jones Vocal — 6:30
- Bimbo Jones Radio Remix — 2:57
- Mike Rizzo Funk Generation Club Mix — 7:52
- Mike Rizzo Funk Generation Dub — 7:54
- Mike Rizzo Funk Generation Edit — 3:27
- Doug Grayson Club Mix — 5:18
- Doug Grayson Radio Edit — 4:20
- Maurice Joshua UK Mojo Mix — 6:08

## Cronologia di pubblicazione
| Regione     | Data           | Etichetta          | Formato               |
| ----------- | -------------- | ------------------ | --------------------- |
| Stati Uniti | 10 marzo 2009  | Jive Records/Zomba | Radio                 |
| Stati Uniti | 2 giugno, 2009 | Jive Records/Zomba | CD                    |
| Australia   | 16 marzo 2009  | Sony BMG           | CD                    |
| Italia      | 16 marzo 2009  | Sony BMG           | Download digitale     |
| Regno Unito | 4 maggio 2009  | Sony BMG           | CD, download digitale |
| Germania    | 29 maggio 2009 | Sony BMG           | CD, download digitale |

## Crediti
- Scritta da Max Martin, Shellback, Savan Kotecha, Alexander Kronlund
- Prodotta by Max Martin
- Vocalizzi aggiuntivi di sottofondo da Max Martin, Kinnda
- Registrata da Seth Waldmann ai Conway Studios & Sunset Studios, Los Angeles, CA
- Registrazione aggiuntiva al Maratone Studios, Stockholm, Sweden. Con l'assistenza di Eric Eylands
- Mixata da Șerban Ghenea ai MixStar Studios, Virginia Beatch, VA